# لوکوموتیو برقی

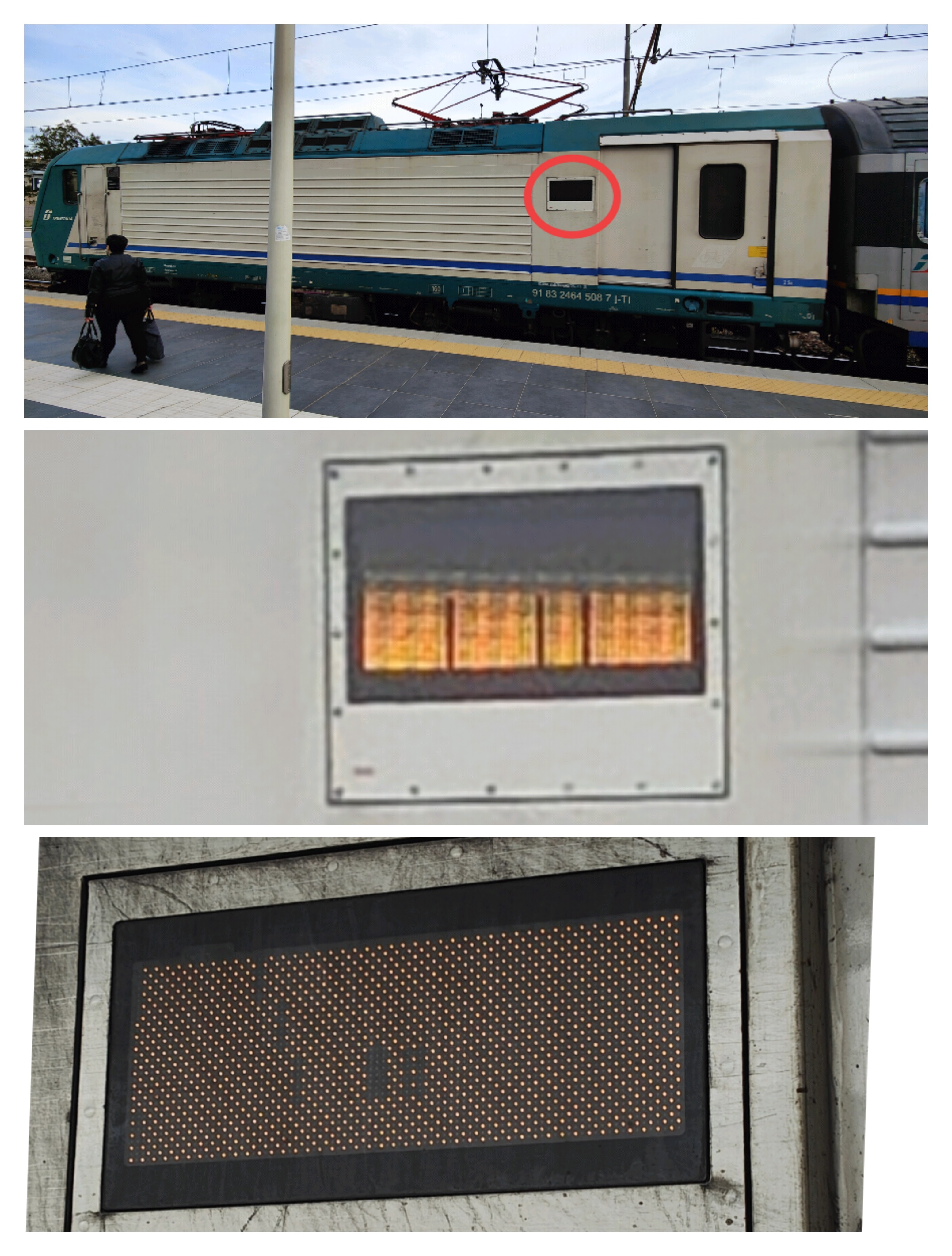
نمونه ای از یک لوکوموتیو برقی

لوکوموتیو برقی (انگلیسی: Electric locomotive) گونه‌ای از لوکوموتیو است که نیروی محرکه آن توسط انرژی برق از طریق سیم بالاسر، ریل سوم و یا منابع ذخیرهٔ انرژی همراه نظیر باتری‌ها و یا ابرخازن‌ها تامین می‌شود.